# ولادیمیر بلیائف (وزنه‌بردار)
ولادیمیر بلیائف (روسی: Владимир Николаевич Беляев؛ زادهٔ ۲۴ سپتامبر ۱۹۴۰) وزنه‌بردار اهل روسیه بود.